# Lasiopogon volkii
Lasiopogon volkii là một loài thực vật có hoa trong họ Cúc. Loài này được (B.Nord.) Hilliard mô tả khoa học đầu tiên năm 1981.